# Мрежов администратор
Мрежовият администратор е професия, свързана с компютърни мрежи и информационните технологии, и се смята за една от високотехнологичните професии.
Дейностите, изпълнявани от всеки мрежов администратор основно включват:
- Присвояване на мрежови адреси
- Настройване на действието на комуникационните протоколи, протоколите за маршрутизация и организирането на маршрутните таблици.